# Akinari Kawazura
Akinari Kawazura (japanisch 河面 旺成 Kawazura Akinari; * 3. Mai 1994 in Kyotanabe) ist ein japanischer Fußballspieler.

## Karriere
Kawazura erlernte das Fußballspielen in der Schulmannschaft der Sakuyo High School und der Universitätsmannschaft der Meiji-Universität. Seinen ersten Vertrag unterschrieb er 2017 bei Omiya Ardija. Der Verein spielte in der höchsten Liga des Landes, der J1 League. Am Ende der Saison 2017 stieg der Verein in die zweite Liga. Nach insgesamt 118 Ligaspielen wechselte er im Januar 2022 ablösefrei zum Erstligisten Nagoya Grampus. Am 2. November 2024 stand er mit Nagoya im Finale des J. League Cup. Das Finale gegen Albirex Niigata gewann man im Elfmeterschießen.

## Erfolge
Nagoya Grampus
- Japanischer Ligapokalsieger: 2024